# Classe Amiral Gorchkov

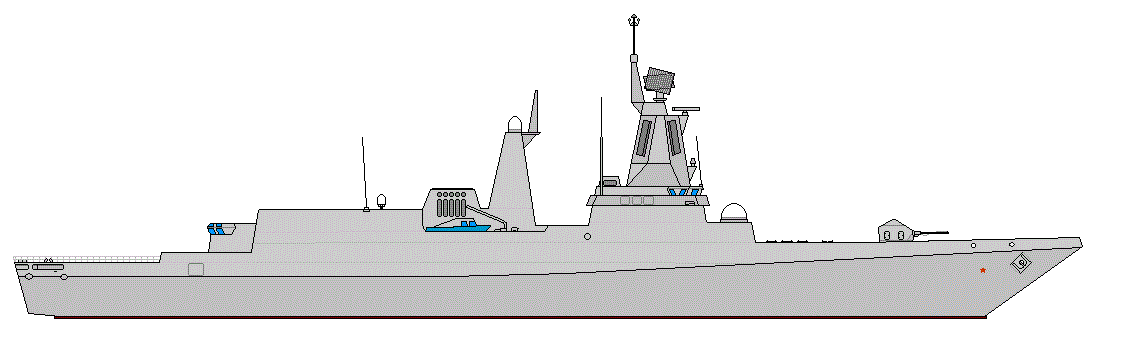
Schéma du navire

La classe Amiral Gorchkov est une classe de frégates de la Flotte maritime militaire de Russie. La dénomination russe est « Projekt 22350 ».

## Historique
La frégate tête de classe, l’Amiral Gorchkov a vu sa construction démarrée en 2006, son lancement effectué en 2010, et elle est entrée en service en juillet 2018. La deuxième frégate de la classe, l’Amiral Kasatonov a été mise en service en 2020.
Six autres frégates sont prévues, et la troisième de la classe, l’Amiral Golovko devait entrer en service en 2021. Mais elle a subi des retards  et a vu passer onze ans entre la pose de la quille et son entrée en service le 25 décembre 2023. De même, la quatrième unité de la classe, la frégate Admiral Isakov qui entrera en service en 2024, a vu passer 11 années entre la pose de la quille et l’entrée en service.
La construction de la frégate Amiral Amelko, cinquième de la classe, et de la sixième, l’Amiral Chichagov, a débuté en 2019. La planification russe prévoit qu’elles entreront en service en 2026, soit après sept années de travaux, tout comme les deux suivantes, dont la construction a débuté en 2020, et prévues pour rejoindre le service en 2027 mais cela reste extrêmement optimiste.
Le 28 mai 2022, le ministère Russe de la défense annonce avoir réussi avec succès le lancement d'un missile hypersonique Zircon depuis un navire de la classe Amiral Gorchkov.

## Caractéristiques
Capitalisant sur le design des corvettes de classe Steregouchtchi, elles sont destinées à remplacer les frégates de classe Krivak. Leurs missiles sont logés dans des systèmes de lancement verticaux.
Les deux premiers navires disposent de turbines à gaz M90FR construites par l'entreprise ukrainienne Zorya-Mashproekt. À la suite de l'embargo sur le matériel militaire décidé par l'Ukraine à cause de la crise de Crimée et la guerre du Donbass, les navires suivants sont équipés de turbines fabriquées par UEC Saturn.